# Lega Pro Prima Divisione
Serie C1, jest trzecią po (Serie A i Serie B) w kolejności ligą piłkarską we Włoszech. Gra w niej 36 zespołów. Z każdej grupy (A i B) bezpośrednio do Serie B awansują dwa pierwsze zespoły. Drużyny zajmujące w swojej grupie miejsca 3 lub 4 grają o awans w barażach. Drużyny zajmujące trzy ostatnie miejsca w grupie spadają bezpośrednio (zespół czwarty od końca gra w barażach o utrzymanie) do Serie C2 (4 Liga).

## Podział
Serie C1 dzieli się na dwie grupy:
- Grupa A (18 Drużyn)
- Grupa B (18 Drużyn)